# 衡阳市美术馆
26°53′30.6″N 112°36′31.0″E / 26.891833°N 112.608611°E
衡阳市美术馆，兼为衡阳市书画院，位于湖南省衡阳市岳屏公园内，场馆占地面积2200平方米。

## 历史
衡阳市美术馆原为衡阳市书画院。
2006年，经衡阳市政府和编委批复同意，在衡阳市书画院加挂新机构。
2010年5月28日上午，美术馆揭牌仪式暨全国书画名家作品展举行，衡阳市书画院正式更名为衡阳市美术馆。

## 内部建设

### 人员编制
衡阳市美术馆现有编制12人。

### 场馆面积
美术馆占地面积2200平方米，建筑面积1600平方米，展览厅面积290平方米。

### 场馆建筑
- 美术馆大门，匾额上仍为衡阳书画院，左侧牌子为美术馆，右侧牌子为书画院
- 美术馆楼梯，通向第二展室第三展室
- 美术馆院子，正面为第一展室，左侧为楼梯
- 第一展室内部

## 馆长
吴帆为衡阳市美术馆现任馆长，同时兼职衡阳市书画院院长，副研究馆员。

### 资历
吴帆为衡阳市美协副主席，湖南省漆画艺委会委员，湖南省版画艺委会主任委员，湖南省美术家协会理事，中国美术家协会会员，中国版画家协会会员。
吴帆出生于1960年，湖南常宁市人。1981年毕业于衡阳市师院美术系，1986年结业于西安美术学院版画系。

### 作品
吴帆先后创作版画40多幅，漆画20多幅，其中：
套色版画《江南三月墟》入选第九届全国美展，并获全国第十二届“群星奖”比赛优秀奖、湖南省“五个一工程”奖。
《盛世之春》入选第十届全国美展、第十三届全国群星奖优秀作品展览，获第十届全国美展湖南展区优秀作品展银奖。
《罢工怒潮》（《水口山工运》组画之三）入选第十一届全国版画展；《只要主义真》入选第十六届全国版画展，获湖南省版画展金奖。

## 馆藏

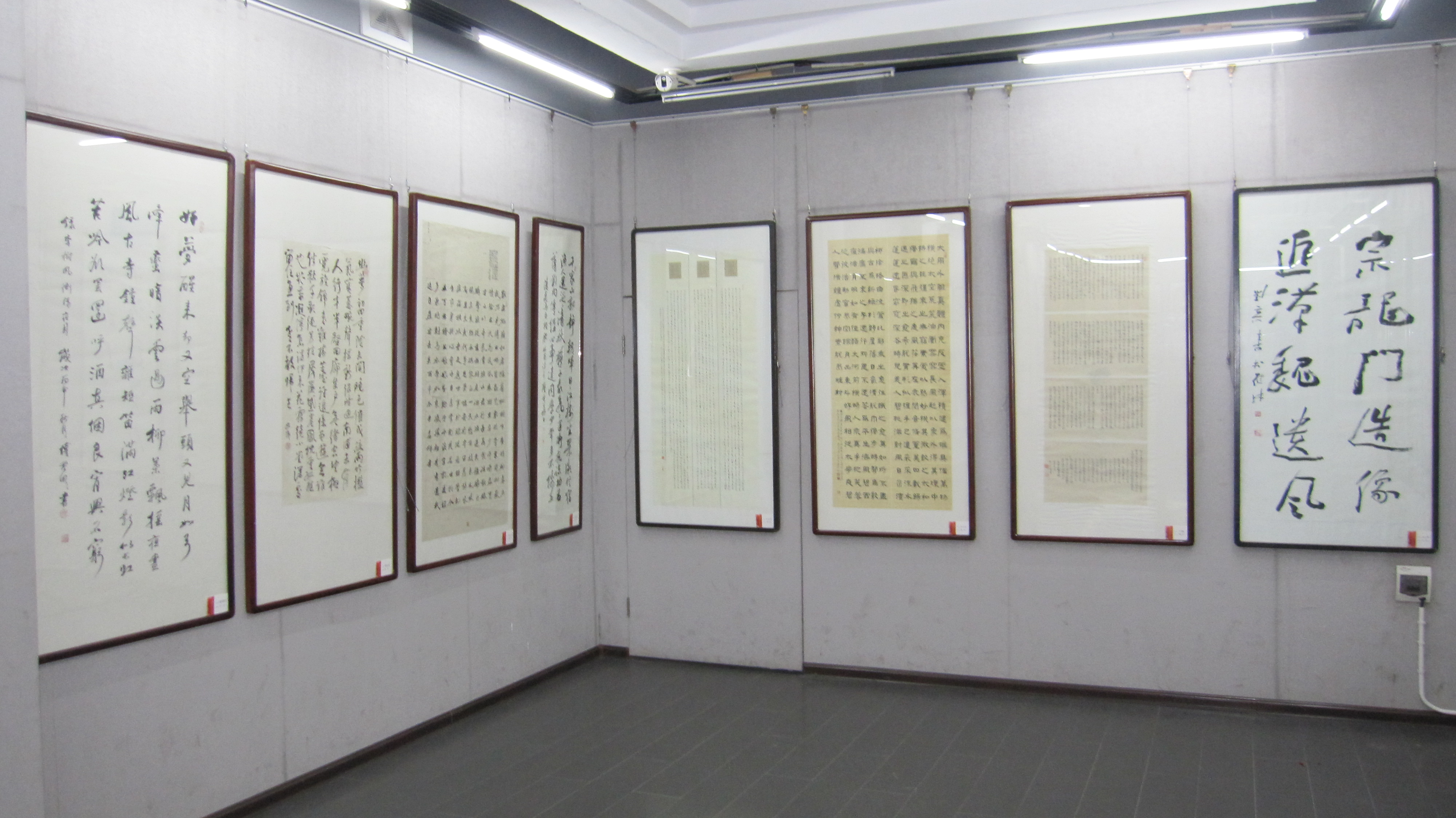
“经典回眸——2017衡阳市书法美术年度展”期间一号展室里的书画作品

### 馆藏总数
衡阳市美术馆共藏有名家书画作品300余件。

### 部分藏品资料
作品资料引用自衡阳市美术馆官网：
| 衡阳市美术馆收藏美术作品 | 衡阳市美术馆收藏美术作品 | 衡阳市美术馆收藏美术作品 | 衡阳市美术馆收藏美术作品 | 衡阳市美术馆收藏书画作品 | 衡阳市美术馆收藏书画作品 | 衡阳市美术馆收藏书画作品 | 衡阳市美术馆收藏书画作品 |
| 创作者姓名               | 作品名称                 | 类别                     | 大小                     | 创作者姓名               | 作品名称                 | 类别                     | 大小                     |
| ------------------------ | ------------------------ | ------------------------ | ------------------------ | ------------------------ | ------------------------ | ------------------------ | ------------------------ |
| 张清渠                   | 抱琵琶半遮图             | 国画                     | 64cm×46cm                | 龙庭坝                   | 衡阳市书画院成立纪念     | 北魏                     | 68.5cm×36.5cm            |
| 徐芝麟                   | 人物                     | 国画                     | 85cm×63cm                | 关晓峰                   | 书画酬意志 笔墨壮山河    | 行书                     | 135.5cm×67.5cm           |
| 林丰俗                   | 山林暮色                 |                          | 67cm×68cm                | 杨谦石                   | 辛弃疾青玉案             | 行书                     | 134cm×32.4cm             |

## 展览活动
近年来，衡阳市美术馆先后举办了“诗文风流 翰墨飘香—中国作家书画作品展”、“经典回眸——2017衡阳市书法美术年度展”、“春天里——李竹华书画作品展”、“丹青墨韵—洛阳·衡阳两地书画联展”、“跬步千里”首届学生优秀国画作品展，衡东县民间艺人剪纸作品展览等。